# Caragana bongardiana
Caragana bongardiana là một loài thực vật có hoa trong họ Đậu. Loài này được (Fisch. & C.A.Mey.) Pojark. miêu tả khoa học đầu tiên.